# Eduardo Marquina

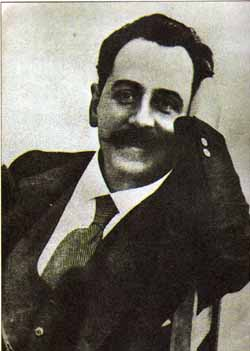
Eduardo Marquina.

Eduardo Marquina Angulo, född den 21 januari 1879 i Barcelona, död den 21 november 1946 i New York, var en spansk (katalansk) skald.
Marquina stod genom lyrik och dramatiska diktverk i högt anseende inom sitt land. Hans Elegias och Odas berömdes 1901 av Juan Valera för kraft, glans och rik fantasi, egenskaper som präglar även hans Eglogas, Vendimión, ett stort, genialt poem, ädelt format, Canciones del momento, Odas de la ciudad y horas trágicas och Almas anónimas (1910). I sina dramatiska arbeten, Las hijas del Cid (1908), Doña María la Brava, Benvenuto Cellini och En Flandes se ha puesto el sol, står Marquina i jämnbredd mina samtida landsmän. Av hans övriga arbeten kan nämnas romanerna La caravana, La muestra, Beso de oro, Flor de raza, El secreto de la vida och La pasión de mister Castle.